# ويليام ويرت وينشستر
ويليام ويرت وينشستر (بالإنجليزية: William Wirt Winchester) هو أمين الخزينة ورائد أعمال أمريكي، ولد في 22 يونيو 1837 في بالتيمور في الولايات المتحدة، وتوفي في 7 مارس 1881 في نيو هيفن في الولايات المتحدة بسبب سل.